# Kent Massey
Kent Massey est un skipper américain né le 2 avril 1952 à Oklahoma City.

## Biographie
Kent Massey participe aux Jeux olympiques d'été de 1996 à Atlanta et remporte la médaille de bronze dans l'épreuve du soling en compagnie de Jeff Madrigali et Jim Barton.